# Адо В'єннський
Адо́ В'є́ннський (лат. Ado Viennensis, нім. Ado von Vienne, фр. Adon de Vienne; бл. 800 — 16 грудня 875) — франкський католицький священик, архієпископ В'єннський (860—874), святий. Народився у Франкії, в діоцезії Сенс. Походив із франкської шляхетної родини. Був монахом-бенедиктинцем у монастирі Фер'єр. Навчався під керівництвом аббата Лупа Сервата, одного з найбільших вчених того часу. Виділявся серед братії схильністю до інтелектуальної праці. Викладав теологію в Прюмському монастирі на запрошення абата Маркварда, колишнього ченця з Фер'єра Після смерті останнього здійснив паломництво до Риму і Равенни. В Равенні знайшов старий римський мартиролог, на основі якого згодом написав свій власний, так званий «Мартиролог Адо» (855). Після паломництва прийнятий ліонським архієпископом Ремігієм, який призначив його настоятелем церкви святого Романа поблизу В'єнна. 860 року обраний архієпископом В'єннським; наступного року отримав паллій від папи Миколая I. Запровадив суворі правила для духовенства своєї діоцезії, своїм прикладом добивався їх виконання. Виступив на захист королеви Теутберги, яку несправедливо кинув франкський король Лотар II. Доповів, що король підкупив папських легатів Мецького синоду 863 року, які дозволили йому одружитися з конкубіною Вальдрадою. 865 року добився ануляції незаконного шлюбу короля. Помер у В'єнні, Франкія. Похований у церкві Апостолів (сучасна церква святого Петра). Автор хроніки «Chronicorum de sex mundi aetatibus» (874), житій святих Дезидерія і Теодоріха В'єннських. Згадується як святий у «Римському мартиролозі». День вшанування — 16 грудня. Також — святий Адо, Адо́н.

## Праці
- PL. 123. Col. 23-138 [Chronicon], 139—435 [Martyrologium], 436 sq. [Legenda];
- Le martyrologe d'Adon: Ses deux familles, ses trois recensions / Texte et comment. par J. Dubois et G. Renaud. P., 1984.